# 天主教麴町教會

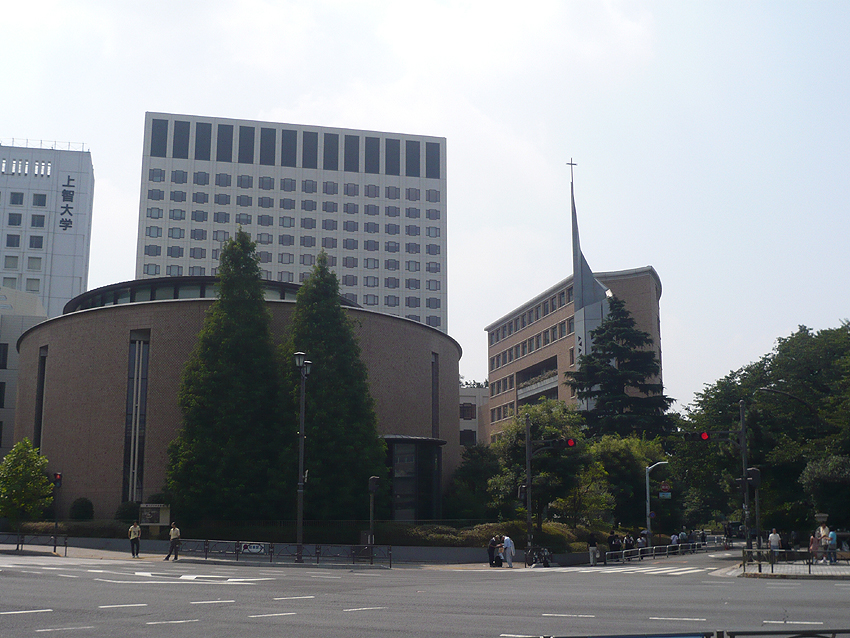
教堂外觀

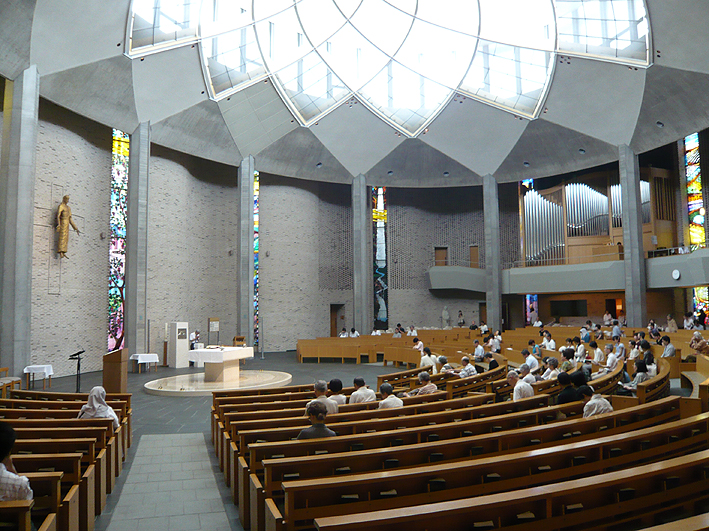
教堂內景

天主教麴町教會（日语：／ katorikku kōjimachi kyōkai */?），又稱聖依納爵堂（或譯聖依納爵教會；日语：／ sei igunachio kyōkai），是位於日本東京都千代田區麴町的天主教教堂，由耶穌會牧養，緊鄰上智大學與四谷站。教堂名取自耶穌會會祖依納爵·羅耀拉。第一代教堂最早約在1933年前後竣工，在1945年東京大空襲時燒毀。1947年12月2日，教堂開始重建，並在1949年4月17日祝聖啟用。1995年至1999年，教堂進行改建，始成今貌。現在該教堂是日本信徒人數最多的天主教堂區之一。

### 引用
1. ↑  .   [2019-09-21]. （原始内容存档于2021-02-01） （日语）.

### 文獻
-  伊藤保 著（1964年）
-  伊藤保 編著（1974年）
- （1992年）

## 外部鏈結
- 官方網站 （页面存档备份，存于）（日語）（英文）（西班牙文）
- 天主教麴町教會 （页面存档备份，存于） - 天主教東京總教區（日語）